# Будиштян, Елизавета Владимировна
Елизавета Владимировна Будиштян — советский хозяйственный и государственный деятель, лауреат Государственной премии СССР за выдающиеся достижения в труде.

## Биография
Родилась в 1941 году в селе Драганешты. Член КПСС с 1978 года.
В 1962—1996 — эмалировщица Бендерского завода «Молдавкабель».
Личное задание 10-й пятилетки выполнила за 1 год 7 месяцев.
За высокую эффективность и качество работы на основе умелого использования резервов производства была в составе коллектива удостоена Государственной премии СССР за выдающиеся достижения в труде 1978 года.
Депутат Верховного Совета Молдавской ССР 8-го созыва.
Живёт в Бендерах.

## Награды
- Орден Трудового Красного Знамени
- Орден Знак Почёта